# Gymnopithys
Gymnopithys là một chi chim trong họ Thamnophilidae.

## Các loài
- Gymnopithys leucaspis (Sclater, PL, 1855)
- Gymnopithys rufigula (Boddaert, 1783)
- Gymnopithys salvini (Berlepsch, 1901)
- Gymnopithys lunulatus (Sclater, PL & Salvin, 1873)